# William L. Jorgensen
William L. Jorgensen (né le 5 octobre 1949 à New York) est professeur de chimie sterling à l'Université Yale. Il est considéré comme un pionnier dans le domaine de la chimie computationnelle. Jorgensen est rédacteur en chef de l'ACS Journal of Chemical Theory and Computation depuis sa fondation en 2005.

## Biographie
Jorgensen obtient un baccalauréat de l'Université de Princeton en 1970 et un doctorat de l'Université Harvard en 1975 en physique chimique tout en étudiant avec Elias James Corey. Jorgensen travaille ensuite à l'Université Purdue de 1975 à 1990, d'abord en tant que professeur adjoint, puis plus tard en tant que professeur. Il rejoint la faculté de Yale en 1990 et y est resté depuis. Le travail de Jorgensen est reconnu par de nombreux prix, dont l'élection à l'Académie américaine des arts et des sciences, à l'Académie nationale des sciences et à l'Académie internationale des sciences quantiques et moléculaires. Il reçoit également le prix ACS pour les ordinateurs dans la recherche chimique et pharmaceutique, le prix ACS Hildebrand et le prix Tetraheron 2015.

## Recherches
Les recherches de Jorgensen sont vastes et comprennent le calcul de l'énergie libre des réactions à l'aide de la Mécanique quantique, de la mécanique moléculaire et des méthodes Metropolis Monte Carlo, avec une application au calcul des affinités de liaison protéine-ligand, qui ont des applications pharmaceutiques. Plus généralement, il travaille sur le développement de méthodes théoriques et informatiques dans le but d'acquérir une compréhension plus approfondie de la structure et de la réactivité des systèmes organiques et biomoléculaires. Il travaille aussi sur le développement d'INNTI améliorés, qui sont utilisés pour le traitement du VIH.